# Svend Engelund
Svend Arne Engelund (4. april 1908 i Vrå – 25. oktober 2007 i Mårslet) var en dansk maler.
Svend Engelund er kendt for sine landskabsmalerier fra især hjemegnen, Vendsyssel.
I 1942 var medstifter af Vrå-udstillingen, der i dag er Danmarks næststørste kunstnersammenslutning. Han var desuden medlem af både Kammeraterne og fra 1953 af Den Frie Udstilling.
På grund af dårligt syn malede han ikke de sidste år.
Kunstbygningen i Vrå har en permanent udstilling af Engelunds værker. Museets samling omfatter 900 malerier, tegninger og skitser fra hele Engelunds karriere. De fleste er skænket af kunstneren selv i forbindelse med museets grundlæggelse.

## Hæderbevisninger
- Eckersberg Medaljen i 1962
- Niels Larsen Stevns Legat i 1991.

## Reference
1. ↑  Århus Stiftstidende den 27. oktober 2007

## Ekstern henvisning
- Engelundsamlingen, Kunstbygningen, Vrå
- Svend Engelund på Kunstindeks Danmark/Weilbachs Kunstnerleksikon
- Svend Engelund på gravsted.dk